# Anacanthobatis
Az Anacanthobatis a porcos halak (Chondrichthyes) osztályának rájaalakúak (Rajiformes) rendjébe, ezen belül az Anacanthobatidae családjába tartozó nem.
Családjának a típusneme.

## Rendszerezés
A nembe az alábbi 5-6 élő faj tartozik:
- Anacanthobatis americana Bigelow & Schroeder, 1962
- Anacanthobatis donghaiensis (Deng, Xiong & Zhan, 1983)
- Anacanthobatis folirostris (Bigelow & Schroeder, 1951)
- Anacanthobatis longirostris Bigelow & Schroeder, 1962
- Anacanthobatis marmorata (von Bonde & Swart, 1923) - típusfaj
- Anacanthobatis nanhaiensis (Meng & Li, 1981) - valószínűleg a Sinobatis borneensis (Chan, 1965) szinonimája